# Sistema Leste de Comunicação
Sistema Leste de Comunicação é um grupo de mídia brasileiro sediado em Governador Valadares, no estado de Minas Gerais. Trabalha conteúdos jornalísticos por meio de emissoras de rádio e televisão e mídia digital.
O grupo possui como principais subsidiárias a TV Leste, afiliada da RecordTV, a TV Rio Doce, afiliada da TV Cultura, a Rádio Ibituruna FM 89,9 , a Rádio Imparsom FM 100,1 , Diário do Rio Doce, em mídia digital e a gráfica Egusa.

## Empresas do grupo

### Televisão
- TV Leste (afiliada da RecordTV)
- TV Rio Doce (afiliada da TV Cultura)

### Rádios
- Rádio Ibituruna
- Rádio Imparsom

### Mídia digital
- Diário do Rio Doce

### Outros negócios
- Egusa
- Leste Distribuidora

## Antigas empresas
- Rádio Globo Valadares
- TV Minas (antiga afiliada da Rede Manchete)
- Gravadora Imparsom